# Chaos A.D.
Chaos A.D. är ett musikalbum av Sepultura som släpptes 1993
All Musik: Andreas Kisser, Igor Cavalera, Max Cavalera, Paulo Jr. Förutom där annat är angivet.

## Låtlista
1. Refuse/Resist (Text: Max)
2. Territory (Text: Andreas)
3. Slave New World (Text: Max & Evan Seinfeld)
4. Amen (Text: Max)
5. Kaiowas (Instrumental)
6. Propaganda (Text: Max)
7. Biotech Is Godzilla (Text: Jello Biafra)
8. Nomad (Text: Andreas)
9. We Who Are Not As Others (Text: Max)
10. Manifest (Text: Max)
11. The Hunt (Musik & Text: New Model Army (Sullivan/Heaton))
12. Clenched Fist (Text: Max)

Numera ingår även följande låtar i albumet:
1. Chaos B.C.
2. Kaiowas (Tribal Jam Version)
3. Territory (Live)
4. Amen/Inner Self (Live)